# Zenarchopterus gilli
Zenarchopterus gilli е вид лъчеперка от семейство Zenarchopteridae. Видът не е застрашен от изчезване.

## Разпространение и местообитание
Разпространен е в Австралия (Западна Австралия, Куинсланд и Северна територия), Виетнам, Гуам, Индия (Андамански острови), Индонезия, Мадагаскар, Малайзия, Микронезия, Палау, Папуа Нова Гвинея, Сейшели, Сингапур, Тайланд, Фиджи и Филипини.
Среща се на дълбочина от 0,2 до 2 m, при температура на водата от 28,7 до 29,3 °C и соленост 34,3 – 34,7 ‰.

## Описание
На дължина достигат до 20 cm.